# UO-11

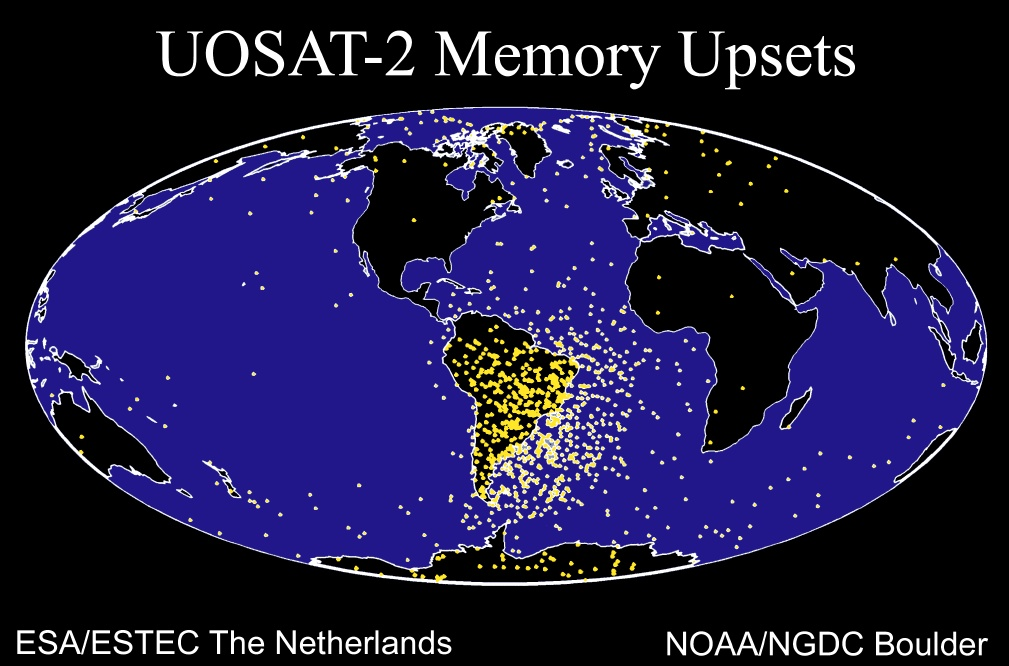
UoSAT upsets

UO-11 (también conocido como UoSAT-OSCAR 11, UoSAT-2 o UoSAT-B) es un satélite de aficionados construido en la Universidad de Surrey y puesto en órbita el 1 de marzo de 1984. Queda orbital y activo pero inestable, con períodos irregulares de transmisión. El satélite es escuchado intermitentemente en el 2011, veintisiete años después de su lanzamiento. Transmite una baliza en 145.826 MHz.Tiene otras balizas aunque inactivas en 435.025 MHz y 2401.5 MHz.

## Características
El satélite lleva una Digitalker (síntesis de voz), magnetómetros, una cámara CCD, un tubo Geiger-Müller, y un micrófono para detectar las vibraciones de micrometeoritos.Transmite datos de la telemetría en la banda de VHF a 1200 baudios y en el modo AFSK.

## Soporte
La filial británica de AMSAT distribuyó software para rastrear emisiones UO-11 y otros satélites y analizar la telemetría. Un receptor comercial de frecuencia fija, Astrid, también fue producido por la firma británica MM.

## Situación
Según un informe de situación en febrero del 2008, en el satélite no habría ninguna copia de seguridad ni ninguna batería operativa, este satélite opera con un solo panel solar.En el momento del informe este estaba experimentando una luz solar continua en el panel. Desde mediados de marzo de 2008 ha habido un eclipse en su órbita que seguirá "permanentemente", lo que limita las transmisiones de un breve periodo de tiempo
Tras un lapso de 21 meses de observaciones, UO-11 reanuda sorpresivamente el envío de telemetría en algún momento del 10 de diciembre de 2009.Su condición no ha mejorado, pero este sigue hasta el día de hoy con periodos de trasmisión. Esto se dio por una cierta recuperación de energía de la batería.